# Etagere
Eine Etagere (frz. étagère „Gestell“) ist ein offenes, regalähnliches Gestell für Bücher oder Geschirr mit mindestens zwei, in der Regel drei Ebenen zur Befestigung an der Wand, auch ein flexibles, aufhängbares Gestell für Kosmetik oder Wäschestücke oder ein dekorativer, seit dem Barock beliebter Tischaufsatz für Früchte, Pralinen und Ähnliches.
Darüber hinaus gibt es tragbare Etageren zum Transport von Speisen in der Gastronomie: Mehrere gefüllte Teller können platzsparend übereinander aufbewahrt und zu ihrem Bestimmungsort transportiert werden. Größere, teils mannshohe Varianten für Küchen oder Bäckereien werden nicht getragen, sondern lassen sich rollen. Ähnliche Gestelle dienen auch in Selbstbedienungsrestaurants und Kantinen für die Aufnahme gebrauchten Geschirrs.

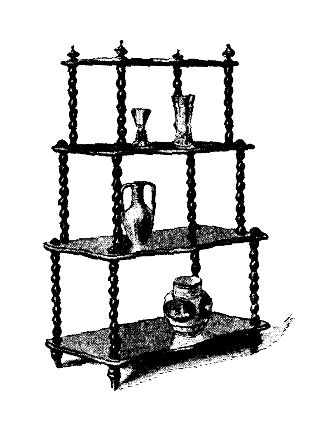
Frei stehende Etagere
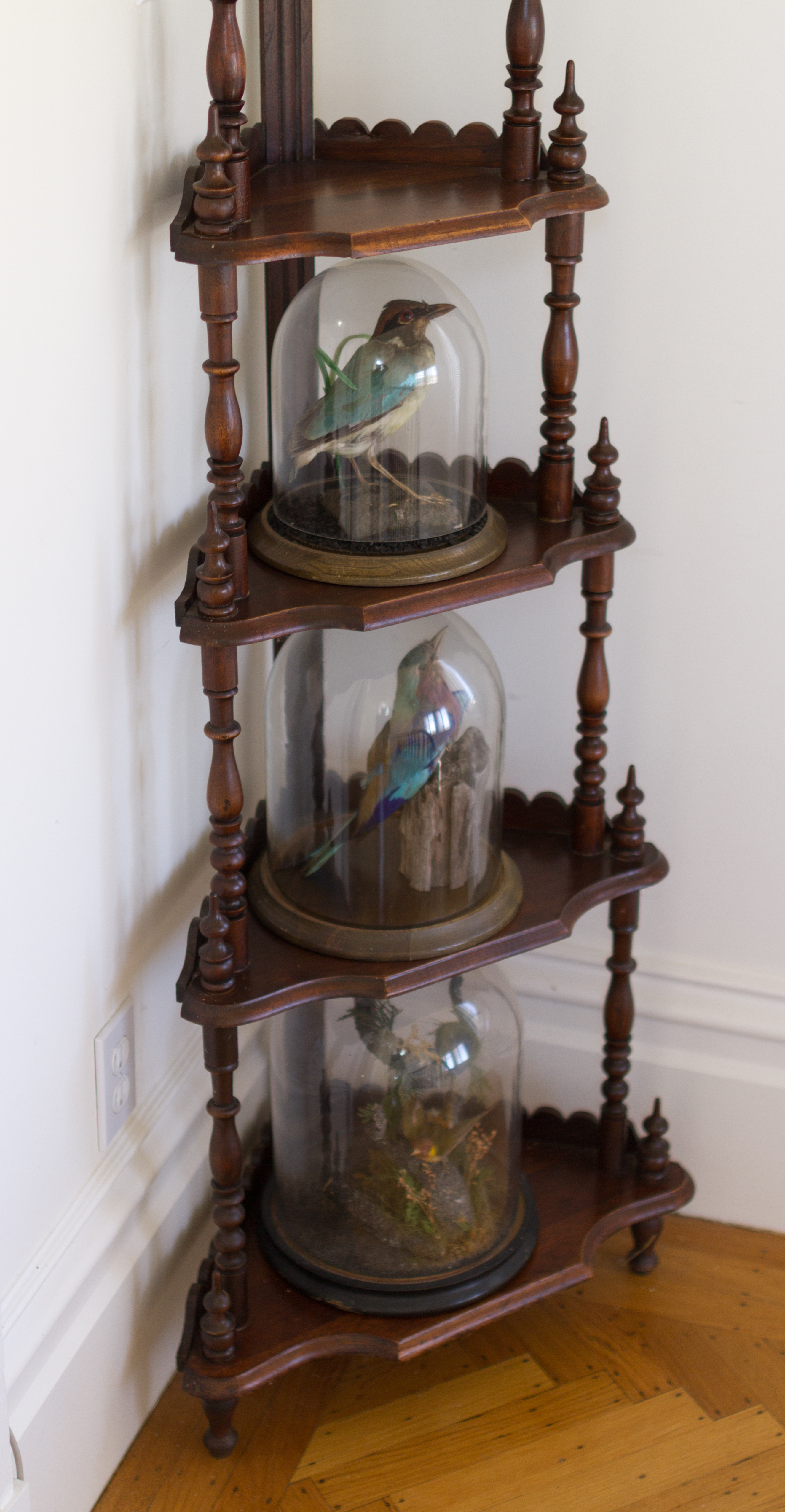
Etagere als Eckregal
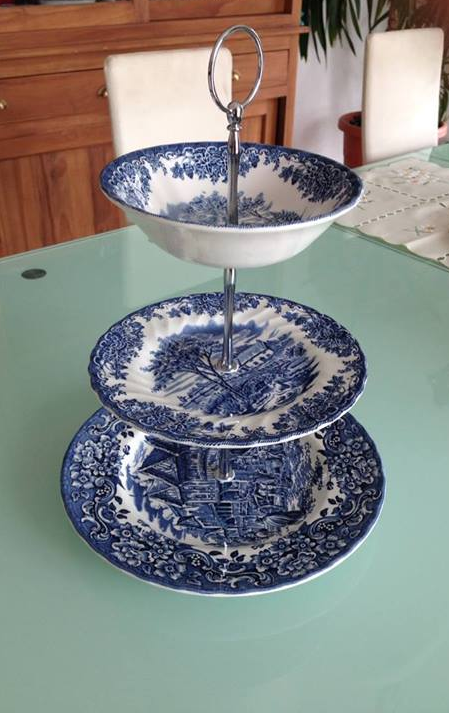
Etagere aus Porzellan
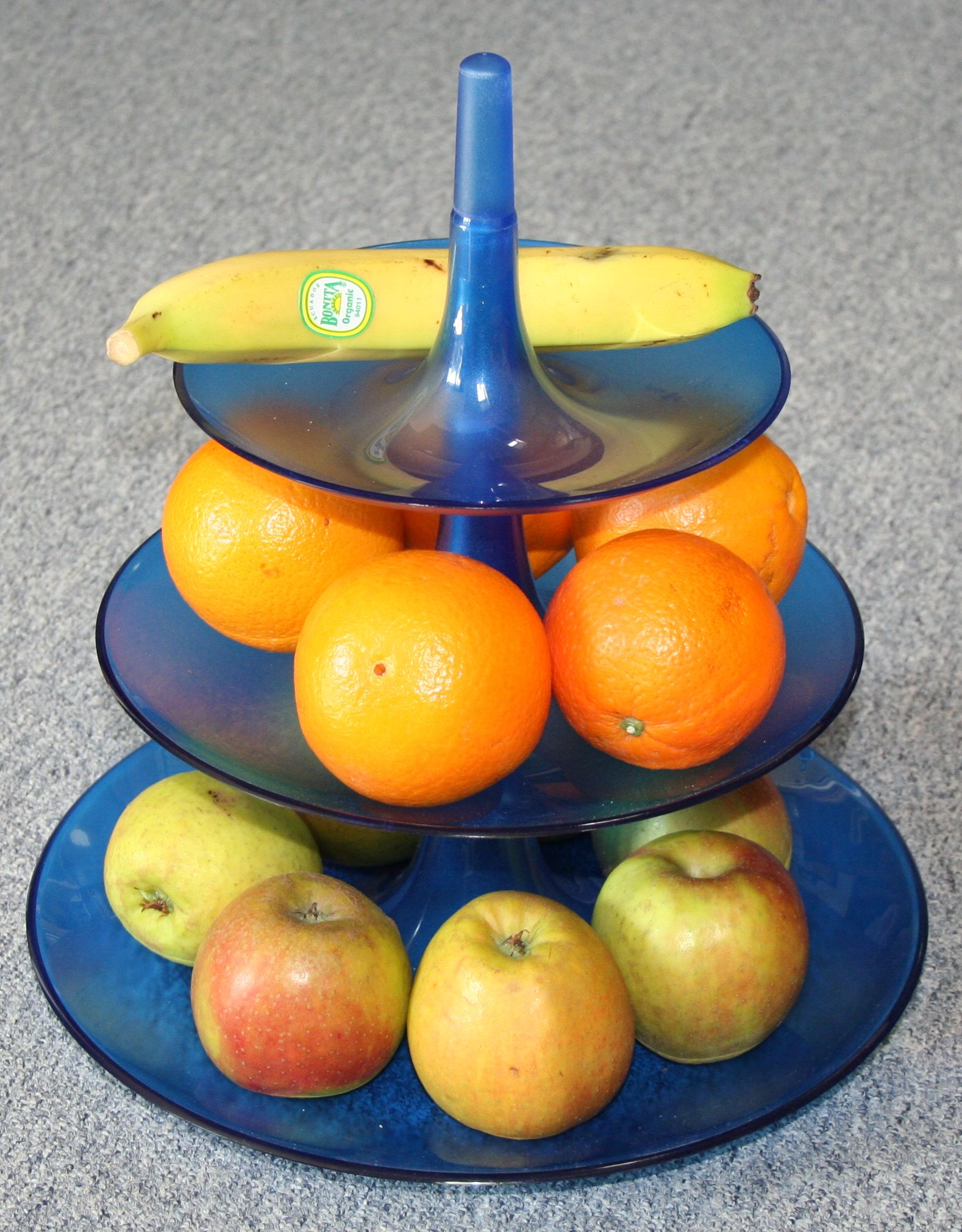
Etagere aus Kunststoff mit Obst
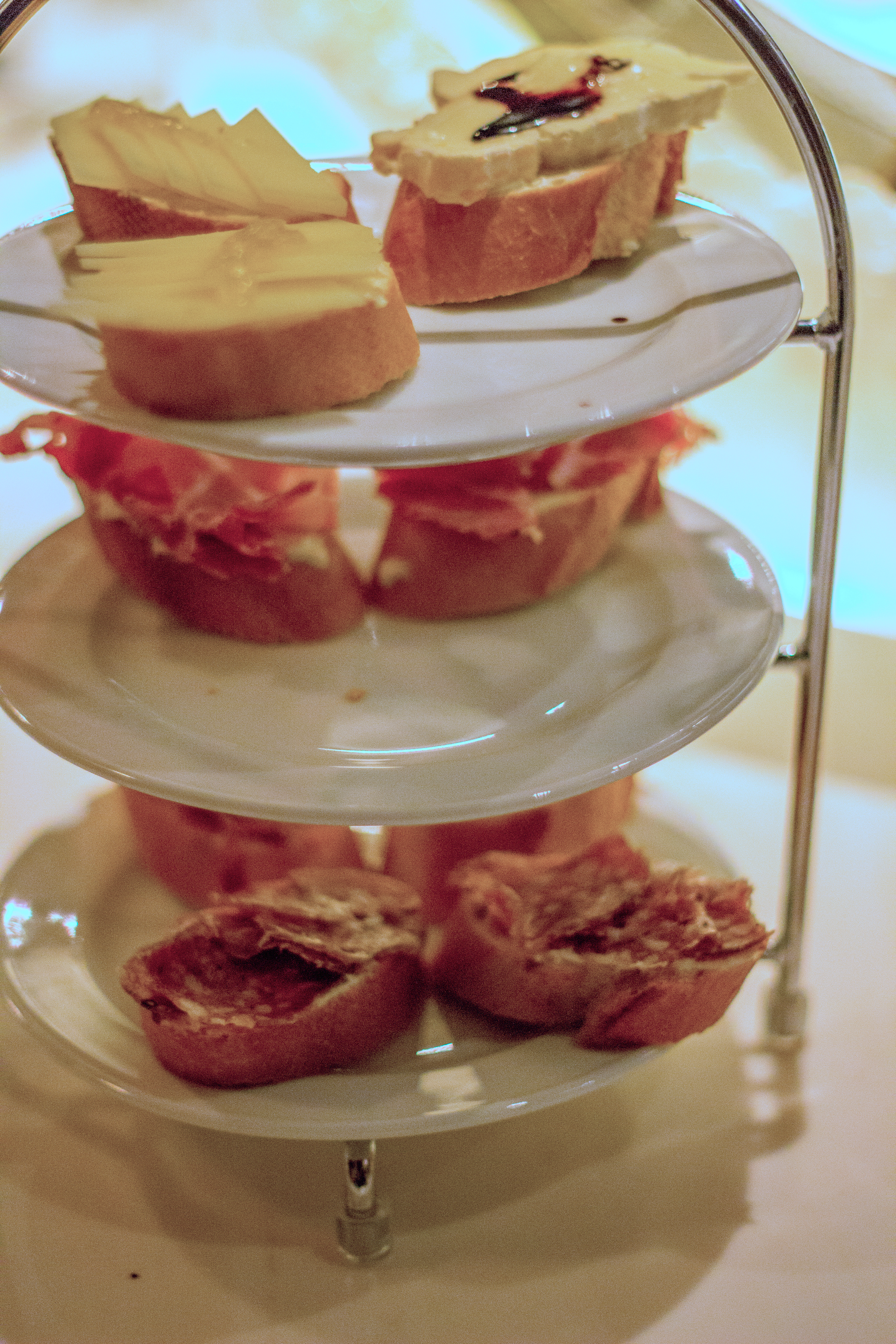
Tragbare Etagere für Teller mit Canapés in einer Bar